# Agrilus bojasinskii
Agrilus bojasinskii é uma espécie de inseto do género Agrilus, família Buprestidae, ordem Coleoptera.
Foi descrita cientificamente por Holynski, 1998.